# Campeonato Mundial de Atletismo Paralímpico de 2011

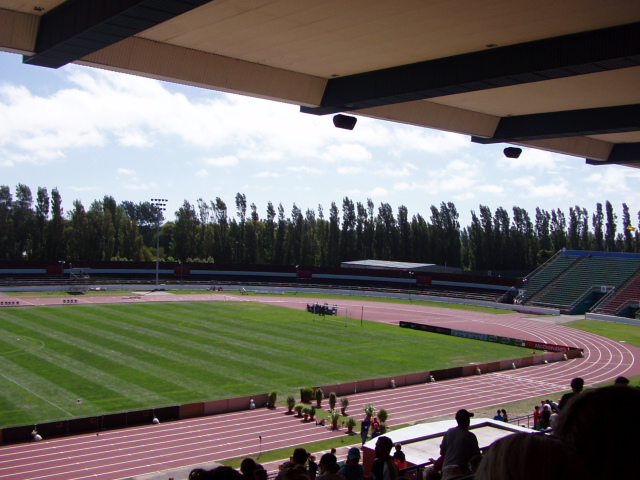
Queen Elizabeth II, vista do estádio.

O Campeonato Mundial de Atletismo Paraolímpico de 2011 (em inglês: 2011 IPC Athletics World Championships) foi um evento organizado pelo Comitê Paraolímpico Internacional (IPC), destinado para atletas com deficiências. Foi realizado em Christchurch, Nova Zelândia de 21 à 30 de janeiro de 2011. Os atletas competiram para uma classificação para os Jogos Paraolímpicos de Verão de 2012

## Local
O campeonato foi realizado no Queen Elizabeth II Park, com capacidade para 20.000 pessoas sentadas, construído em 1973. 

## Cobertura da imprensa
Mais de 120 jornalistas de 14 países forneceram acontecimentos sobre o campeonato. Entre eles foram: Brasil, Egito, Finlândia, Argélia, Suíça, Austrália, Colômbia, Estados Unidos e Reino Unido.

## Cerimônia

Mapa de Christchurch, Nova Zelândia.

A cerimônia de abertura foi realizada na Cathedral Square na sexta-feira dia 21 de janeiro, como um evento gratuito. Mais de mil atletas desfilaram pelas ruas de Christchurch. Os atletas foram recebidos por um Pōwhiri, uma cerimônia de boas-vindas maori.

## Quadro de medalhas
Abaixo está a lista completa de medalhas da competição:
| Ordem | País                   | Medalha de ouro | Medalha de prata | Medalha de bronze | Total |
| ----- | ---------------------- | --------------- | ---------------- | ----------------- | ----- |
| 1     | China                  | 21              | 22               | 15                | 58    |
| 2     | Rússia                 | 18              | 11               | 6                 | 35    |
| 3     | Grã-Bretanha           | 12              | 10               | 16                | 38    |
| 4     | Brasil                 | 12              | 10               | 8                 | 30    |
| 5     | Polônia                | 12              | 7                | 6                 | 25    |
| 6     | EUA                    | 9               | 10               | 15                | 34    |
| 7     | Ucrânia                | 8               | 10               | 9                 | 27    |
| 8     | Alemanha               | 8               | 8                | 8                 | 24    |
| 9     | Austrália              | 8               | 8                | 7                 | 23    |
| 10    | África do Sul          | 8               | 7                | 9                 | 24    |
| 11    | Argélia                | 8               | 6                | 7                 | 21    |
| 12    | Tunísia                | 8               | 6                | 5                 | 19    |
| 13    | França                 | 8               | 4                | 4                 | 16    |
| 14    | México                 | 6               | 2                | 4                 | 12    |
| 15    | Cuba                   | 6               | 0                | 0                 | 6     |
| 16    | Espanha                | 4               | 4                | 9                 | 17    |
| 17    | Canadá                 | 4               | 4                | 4                 | 12    |
| 18    | Japão                  | 3               | 5                | 14                | 22    |
| 19    | Azerbaijão             | 3               | 1                | 2                 | 6     |
| 20    | Suíça                  | 2               | 8                | 2                 | 12    |
| 21    | Marrocos               | 2               | 3                | 4                 | 9     |
| 22    | Irã                    | 2               | 2                | 4                 | 8     |
| 23    | Croácia                | 2               | 2                | 1                 | 5     |
| 23    | Egito                  | 2               | 2                | 1                 | 5     |
| 25    | Irlanda                | 2               | 1                | 0                 | 3     |
| 25    | Emirados Árabes Unidos | 2               | 1                | 0                 | 3     |
| 27    | Bielorrússia           | 2               | 0                | 2                 | 4     |
| 28    | Chipre                 | 2               | 0                | 0                 | 2     |
| 28    | Letónia                | 2               | 0                | 0                 | 2     |
| 30    | Grécia                 | 1               | 5                | 4                 | 10    |
| 31    | Quénia                 | 1               | 4                | 3                 | 8     |
| 32    | Iraque                 | 1               | 4                | 0                 | 5     |
| 33    | Portugal               | 1               | 3                | 1                 | 5     |
| 33    | Sérvia                 | 1               | 3                | 1                 | 5     |
| 35    | República Tcheca       | 1               | 2                | 3                 | 6     |
| 36    | Bulgaria               | 1               | 2                | 1                 | 4     |
| 36    | Finlândia              | 1               | 2                | 1                 | 4     |
| 38    | Áustria                | 1               | 1                | 3                 | 5     |
| 38    | Tailândia              | 1               | 1                | 3                 | 5     |
| 40    | Chile                  | 1               | 1                | 0                 | 2     |
| 40    | Hong Kong              | 1               | 1                | 0                 | 2     |
| 42    | Lituânia               | 1               | 0                | 1                 | 2     |
| 42    | Suécia                 | 1               | 0                | 1                 | 2     |
| 44    | Bélgica                | 1               | 0                | 0                 | 1     |
| 44    | Dinamarca              | 1               | 0                | 0                 | 1     |
| 46    | Venezuela              | 0               | 3                | 2                 | 5     |
| 47    | Eslovênia              | 0               | 3                | 1                 | 4     |
| 48    | Colômbia               | 0               | 2                | 3                 | 5     |
| 49    | Etiópia                | 0               | 2                | 1                 | 3     |
| 50    | Eslováquia             | 0               | 2                | 0                 | 2     |
| 51    | Holanda                | 0               | 1                | 4                 | 5     |
| 52    | Coréia do Sul          | 0               | 1                | 2                 | 3     |
| 53    | Jordânia               | 0               | 1                | 1                 | 2     |
| 53    | Namíbia                | 0               | 1                | 1                 | 2     |
| 55    | Fiji                   | 0               | 1                | 0                 | 1     |
| 55    | Itália                 | 0               | 1                | 0                 | 1     |
| 55    | Noruega                | 0               | 1                | 0                 | 1     |
|       | Nova Zelândia          | 0               | 0                | 0                 | 0     |
|       | Total                  | 202             | 202              | 199               | 603   |